# Stefan Melbinger
Stefan Melbinger (* 8. Dezember 1947 in St. Pölten, Österreich) ist ein österreichischer Liedermacher und Komponist. Melbinger studierte in Wien klassische Gitarre. Ab 1977 war er in München als Filmkomponist tätig. Er ist verheiratet und hat drei Töchter.

## Filmkompositionen (Auswahl)
- 1977: Gefundenes Fressen
- 1983: Köberle kommt
- 1983: Der Fahnder, Titelmusik und Musik in diversen Folgen
- 1984: Treffer
- 1986: Deckname Schlier
- 1987: Strauberg ist da
- 1988: Der Boss aus dem Westen
- 1989: Letzten Sommer in Kreuzberg

1990–1993  Vera und Babs (26 Folgen) Regie: Peter Adam
- 1990–2004: Ein Fall für zwei (mehrere Folgen)
- Das Nest
- Peter Strohm
- Abenteuer Airport
- 1984: Tatort – Rechnung ohne Wirt
- 1985: Tatort – Das Haus im Wald
- 1989: Tatort – Alles Theater
- 1989: Tatort – Schmutzarbeit
- 1992: Tatort – Bienzle und der Biedermann
- 1995: Zappek
- 1995: Hölleisengretl
- 1998–1999: Zugriff (3 Folgen)
- 1999: Der Weibsteufel
- 2000: Der Zauber des Rosengartens
- 2000: SOKO 5113, Staffel 9–15 sowie Staffel 21, Folgen 236–240
- 2001: Die Pferdefrau
- 2004: Finanzbeamte küsst man nicht
- 2005: Vorletzter Abschied